# AD Fraternidad de Santa Bárbara
La A.D. Fraternidad fue un club de fútbol del cantón de Santa Bárbara en Heredia y fundado en 1947. También jugó en la tercera categoría, Segunda División B del fútbol de Costa Rica.

## Historia
En 1947 vecinos del distrito de San Pedro de Santa Bárbara acordaron fundar el Deportivo Fraternidad. Club de fútbol que en adelante se le llamaría Asociación Deportiva Fraternidad.
En 1969 la A.D. Fraternidad juega el Campeonato de Barrios y Distritos Heredianos ante Danubio F.C de Santa Rosa de Santo Domingo, Independiente Iglesias y Santa Cecilia, ambos de Heredia centro.
Para 1972 ingresaron a la Liga Juvenil (4.ª. División) y dos años después fueron los campeones por la provincia de Heredia. Siendo este un incentivo para jugar la final contra el Deportivo Asís de Cartago y obtener un subtítulo nacional.
Durante cuatro años la A.D. Fraternidad (A.D.F) estuvo participando en aquellos torneos distritales, junto al Machado C.F de Santa Bárbara y Deportivo Mac Donald, del mismo cantón. Pero es hasta 1976 de la mano de su presidente, don Max Lara que se clasifica a la 3.ª. División por (CONAFA). Sin embargo los machadenses se coronan campeones vecinales y distritales de terceras divisiones.
Para 1977 campeoniza en distrital y cantonal de 3.as divisiones el Deportivo Mac Donald de Barrio Jesús y Fraternidad con excelente suceso en el de Amistad y Los Pueblos a nivel nacional.
Pero en la siguiente temporada Fraternidad retoma su liderazgo a nivel cantonal, pero pierde ante Barrio Jesús que campeoniza. Y es hasta un año después juega la cuadrangular final de Segunda División de Ascenso 1979 por la provincia de Heredia, contra San Lorenzo y San Miguel de Santo Domingo. Ostentando un decoroso segundo lugar y perdiendo la final ante el Diablos Rojos C.F.
Ya a inicios de la década de los 80´s los barbareños hablaban de jugar el torneo distrital y cantonal y clasificarse a la tercera (Segunda B) por COFA. El segundo lugar es para San Juan y quedan en el camino los machadenses y San Bosco.
Son campeones por Heredia en el campeonato regional organizado por COFA siendo la A.D Belén Calle Flores Segundo lugar. Luego logran el título nacional; ganándole la final a la escuadra del Estrella Roja de Golfito, 2-1. Además de ganar el Campeonato de Segunda División por ACOFA 1981, perteneciente a la Liga Superior Aficionada.
A inicios de 1982 el club de San Pedro de Santa Bárbara juega en Primera División de ACOFA donde asciende junto a Santos de Guapiles y la A.D. Belemita a la Segunda División B de ANAFA que iniciaría en 1983.
En ese mismo año Fraternidad también logra un campeonato provincial de Cuarta División; ganándole al representativo alajuelense en la ronda nacional.
Sin embargo Santa Bárbara es eliminado por el Deportivo Méndez Jiménez de la región 14 de Puntarenas.
En ese campeonato juvenil de ACOFA también participaron Limoncito de Limón, Santos de Guapiles, Pérez Zeledón, Club Atlético San Martín, San Francisco de Dos Ríos, Real Unión Deportiva San Carlos, Cosmos de Liberia y Compañeros de Tibás. Siendo la Escuela de Fútbol Turrialbeña el monarca nacional.
Los barbareños destacan en esta liga de Segundas de ANAFA jugando la final de la temporada 1984-85 ante la A.D. Damas de Quepos.
Entre tanto en la temporada 1985-86 William Mejía Arias, quien venia de jugar con San Pedro, ahora compite en la eliminatoria interregional con Santa Bárbara en Tercera División de Ascenso por ANAFA. Y destaca junto a excelentes jugadores como Ademar Vargas, Rafael Ángel Mejias, Fabio Aguilar, Martin Masís, entre otros foráneos y nativos del cantón barbareño. 
El novel jugador se proyecta y es de mucho interés para entrenadores de gran experiencia, y pasa a las fuerzas básicas del Club Sport Herediano, Uruguay de Coronado, luego con el Deportivo Saprissa y San Carlos.
La A.D. Fraternidad desaparece del fútbol de Costa Rica a finales de los 90´s.

## Uniforme
- Uniforme titular: Camiseta roja con ribetes azules, pantalón azul, medias rojas.

- Uniforme alternativo: Camiseta blanca con ribetes rojos y azules, pantalón blanco, medias blancas.

Actualmente la A.D. Fraternidad de Santa Bárbara juega en la Tercera División de LINAFA por Alajuela. Torneo de Apertura 2017.

## Ascenso
- Terceras Divisiones Independientes Entre los año 1930 y 1940

- Tercera División por CONAFA y COFA (2.ª. División de Ascenso). Renombrado ANAFA. Entre las décadas de 1970-80.

- 1.er. Lugar en la Cuadrangular Final Nacional por la Primera División de ACOFA (ANAFA). 1982-83

## Palmarés
Torneos de Liga y Ascenso
- Subcampeón de Segunda B de ANAFA (1): 1984-85
- Campeón Nacional de Cuarta División por ACOFA Heredia (1): 1982
- Monarca Nacional Segunda División por ACOFA (1): 1981
- Monarca Nacional de Segunda División B de Ascenso por COFA (1): 1980
- Campeón Nacional de Segunda División B por COFA Heredia (1): 1980
- Subcampeón Nacional de Tercera División Heredia (1): 1979
- Subcampeón Cuarta División de Costa Rica (1): 1974
- Campeón Nacional de Cuarta División Heredia (1): 1974